# 表音文字
表音文字（英語：phonogram）指一個語言在表達其內容時，其記錄的形式和符號，是以語音來表註的文字系統，這會與其口語達成一定的吻合。這套記錄的符號，就被稱為表音文字。例如：拉丁文字、假名、諺文等。

## 分類別
根据字位所表示的语音单位，表音文字可以分成以下几类：
- 音节文字：一个字位表示一个音节，如片假名及平假名
- 拼音文字：一个字位表示音节的一部分
  - 半音节文字：一个字位所表示的语音单位介于音节和音位之间，如注音字母
  - 元音附标文字和辅音音素文字：一个字位表示一个音位，但是元音和辅音区别对待
  - 全音素文字：一个字位表示一个音位

## 區別
目前已知世界上的文字多屬表音文字；而與其相對的是语素文字，如漢字。但漢字在個別情況下也會被當做純表音文字來記錄語言，如蒙古語的早期文獻《蒙古秘史》、漢字音譯的佛經陀羅尼，如《楞嚴咒》、《尊勝咒》，以及日語的早期的萬葉假名。